# Origo Gentis Langobardorum
Origo Gentis Langobardorum (af lat.:langobardernes oprindelse) er et kort manuskript af en anonym forfatter fra det 7. århundrede der beskriver en legende om langobardernes oprindelse samt deres historie op til kong Perctarit (672–688). Manuskriptet er overleveret i tre udgaver af Leges Langobardorum (langobardernes lovsamling):
- Modena, Biblioteca Capitolare 0.I.2 (9. århundrede)
- Cava de'Tirreni, Archivio della Badia 4, (tidlig 9. århundrede)
- Madrid, Biblioteca Nacional 413 (tidlig 11. århundrede)

Oprindelseslegenden er også kort opsummeret af krønnikeskriveren Paulus Diaconus (720-799) i hans historiebog Historia gentis Langobardorum, hvori han affærdiger den som en "tåbelig fabel". Manuskriptet er også kilde til det langobardisk ord for guden Odin, som her er Godan.

## Resume

### Skandinavien
I) Manuskriptet nævner en ø ved navn Scanadan som forfatteren mener betyder "ødelæggelse". På øen har winniliernes hjem (winnilierne kan være de samme også vinnilerne). Deres leder var en kvinde som de kaldte for Gambara og hendes to sønner Ibor og Aio. Winnilierne bliver nu konfronteret med vandalernes konger Ambri og Assi som kræver at de skal underkaste sig dem og betale skat. Men winnilierne nægtede og de fortrak krig frem for skat. Så henvendte Ambri og Assi sig til Odin (Godan) og bedte ham om at skænke dem sejr over winnilierne. Odin svarede at han ville give sejren til hvem han så først ved solopgang. Samtidigt søgte Gambara og hendes sønner hjælp hos Frea (Frigg, Odins kone). Frigg fortalte dem, at de skulle komme omkring solopgang, og deres kvinder skulle også følge dem, og binde deres hår op foran ansigtet så det lignede skæg.
Ved solopgang vendte Frigg sin mands seng, således at hans ansigt vendte mod øst, hvorefter hun vækkede ham. Odin så winniliernes kvinder, med deres hår bundet op foran ansigterne, hvortil han spurgte "Hvem er disse langskæggede personer?" (Qui sunt isti longibarbae), og Frigg svarede, at som han nu havde navngivet dem, skulle han også give dem sejren. Hvilket han gjorde. Og fra den dag kaldte winnilierne sig for "langobarderne" (= "de langskæggede").

### Migrationer
II) Efter dette udvandrede langobarderne. De kom til Golaida (måske Oder), og senere regerede de over Aldonus og Anthaib (uklart, måske i Bayern) og Bainaib (også Banthaib; uklart, måske i Bøhmen) og Burgundaib (uklart, måske i burgunderenes territorium omkring langs midten af Rhinen) og de valgte som deres konge Agelmund, søn af Agion, fra Gugingus slægt. Agilmund blev efterfulgt af Lamissio og efter ham Lethu – som regerede i 40 år. Han blev efterfulgt af hans søn Hildeoc og efter ham regerede Godehoc.
III) Audochari (487) kom nu fra Ravenna med alanerne og kom til Rugilanda (nuværende Niederösterreich, nord for Donau) for at bekrige rugierne, hvor han dræbte deres konge Theuvanue, og vendte tilbage til Italien med en stor mængde fanger. Langobarderne kunne følelig forlade deres land og bosætte sig i det nu tomme Rugilanda, hvor de blev i nogle år.
IV) Godehoc blev efterfulgt af hans søn Claffo og han igen af hans søn Tato. Langobarderne forblev i tre år i et område der kaldes for "Feld", hvor Tato kæmpede mod og dræbte herulernes konge Rodolf. Wacho søn af Unichus dræbte Tato. Tatos søn Hildechis kæmpede mod Wacho, men blev tvunget til at flygte til gepiderne, hvor han døde i landflygtighed.
Wacho havde tre koner; først Radegundis, datter af thüringernes konge. Den anden kone var Austrigusa, datter af gepidernes, med hvem han fik to døtre: Wisigarda som giftede sig med frankerkongen Teodebert og Waldrada som giftede sig først med Teodebald – også en frankerkonge – men han syntes ikke om hende så han gav hende til Garibald. Wachos tredje ægteskab var med herulerprinsessen Silinga, med hvem han fik sønnen Waltari, som efterfulgte Wacho og regerede i syv år. Han var den sidste i letingdynastiet.
V) Efter Waltari regerede Auduin som førte langobarderne ind i Pannonien. Auduin fik en søn med hans kone Rodelindis som hed Alboin. Han fulgte Auduin. Alboin kæmpede med og dræbte gepidernes konge Kunimund, hvorefter han tog hans datter Rosamond som var hans krigsbytte og giftede sig med hende, eftersom hans tidligere kone frankerkongen Flotharios datter Flutsuinda allerede da var død. Rosamond fødte ham en datter ved navn Albsuinda.

### Italien
Efter at langobarderne nu havde levet i Pannonien i 42 år, førte Alboin dem ind i Italien hvor de var blevet inviteret af den byzantinske general Narses. Efter tre år havde de underlagt sig Italien og Alboin blev Italiens konge. Han regerede der i tre år før han blev snigmyrdet i paladset i Verona af sin kone Rosamond og Hilmichis. Hilmichis ville være konge men langobarderne nægtede dette, og stræbte han efter livet, så Hilmichis og Rosamond flygtede med Albsuinda, Alboins datter samt alt langobardernes krigsbytte til den byzantinske fæstningsby Ravenna. Longinus der var den byzantinske præfekt af Ravenna, prøvede dernæst at få Rosamond til at dræbe Hilmichis så han kunne få hendes få sig selv. Hun fulgte hans opfordring og blandede en forgiftet drik til Hilmichis. Men da han havde drukket af det forgiftede bæger, vidste han at han var blevet forgiftet, hvorefter han tvang Rosamond til også at drikke af bægeret, hvorved de begge døde sammen. Longinus stod nu tilbage med hele langobardernes skat samt kongens datter Albsuinda, som han sendte til kejseren i Konstantinopel.
VI) Efter Alboin, blev Cleph konge i to år. Efter ham fulgte en tolv års interregnum uden konger, hvor langobarderne blev regeret af hertuger. Efter dette blev Autarinus søn af Cleph kronet og han var konge i syv år. Han giftede sig med Teodolinda som efter hans død giftede sig med Acquo, hvorved han blev konge og regerede i seks år. Han dræbte mange af hans fjender og fik en datter med Teodolinda som han kaldte for Gunperga. Derefter regerede Adaloald i tolv år. Efter ham var Rothari konge i sytten år og han ødelagde romernes byer og fæstninger og tilintetgjorde deres hære.
VII) Efter Rothari blev Aripert konge i ni år og efter ham Grimuald i ni år og efter ham Berthari.

## See også
- Paulus Diaconus, Historia gentis Langobardorum

## Udgaver
- Georg Waitz, MGH SS rerum Langobardicarum, Hannover 1878, 1-6
- Caudio Azzara/Stefano Gasparri, Le leggi dei Longobardi, Storia memoria e diritto di un popolo germanico, Milano 1992, 2-7
- Annalisa Bracciotti, Biblioteca di cultura romanobarbarica 2, Roma 1998, 105-119.